# BMW M40
BMW M40 ist ein Zweiventil-Vierzylinder-Ottomotor des bayrischen Motorenherstellers BMW, der Ende der 1980er Jahre den BMW M10 abgelöst hat. Nachfolger wurde der BMW M43.

## Konstruktion
Der M40 ist ein wassergekühlter Reihenvierzylinderottomotor mit einem Kurbelgehäuse aus Grauguss. Der Zylinderabstand beträgt 91 mm.
Der Motor hat eine gegossene Kurbelwelle mit acht Gegengewichten. Der Querstrom-Zylinderkopf besteht aus Kokillenguss. Die obenliegende, zahnriemengetriebene fünffach gelagerte Nockenwelle des Motors ist aus Schalenhartguss hergestellt und betätigt pro Zylinder über Schlepphebel je ein um 14 ° geneigtes Ein- und ein Auslassventil; die Einlassventilteller sind mit einem Durchmesser von 42 mm etwas größer als die der Auslassventile mit 36 mm. Sie verfügen über einen hydraulischen Ventilspielausgleich. Weiterhin ist die Nockenwelle des BMW M40, obgleich aus Schalenhartguss, anfällig für „Einlaufen“, was durch das direkte Gleiten der Schlepphebel auf der Nockenwelle verursacht wird. Die Gemischaufbereitung erfolgt mittels Saugrohreinspritzung, die durch die Bosch-Motronic M 1.3 geregelt wird. Sie beinhaltet die Lambda-Sonde für den geregelten Drei-Wege-Katalysator.
Anmerkung: Die Vierventilversion ist der BMW M42.

## Technische Daten
| Motortyp | Hubraum  | Bohrung × Hub | Ventile/Zyl. | Verdichtung | Leistung bei 1/min      | Drehmoment bei 1/min | Maximaldrehzahl | Katalysator | Kraftstoff | Bauzeit   |
| -------- | -------- | ------------- | ------------ | ----------- | ----------------------- | -------------------- | --------------- | ----------- | ---------- | --------- |
| M40B16   | 1596 cm3 | 84 mm × 72 mm | 2            | 9,0:1       | 73 kW (100 PS) bei 5500 | 141 Nm bei 4250      | 6200 min−1      | ja          | 91 ROZ     | 1988–1994 |
| M40B16   | 1596 cm3 | 84 mm × 72 mm | 2            | 9,0:1       | 75 kW (102 PS) bei 5500 | 143 Nm bei 4250      | 6200 min−1      | nein        | 91 ROZ     | 1988–1994 |
| M40B18   | 1795 cm3 | 84 mm × 81 mm | 2            | 8,8:1       | 83 kW (113 PS) bei 5500 | 162 Nm bei 4250      | 6200 min−1      | ja          | 91 ROZ     | 1987–1994 |
| M40B18   | 1795 cm3 | 84 mm × 81 mm | 2            | 8,8:1       | 85 kW (115 PS) bei 5500 | 165 Nm bei 4250      | xxxx min−1      | nein        | 91 ROZ     |           |

Das Gewicht liegt für die Varianten ohne Katalysator bei 132 kg, für Varianten mit Katalysator bei etwa 134 kg.

## Verwendung
- M40B16 1596 cm3, 75/73 kW (102/100 PS)
  - 1988–1991 BMW E30/2,E30/4,E30/5, 316i
  - 1990–1994 BMW E36/4, 316i

- M40B18 1795 cm3, 85/83 kW (115/113 PS)
  - 1988–1991 BMW E30/2,E30/4,E30/5, 318i
  - 1989–1992 BMW E36/4, 318i
  - 1989–1994 BMW E34, E34/5, 518i[15]